# 이애위영
《이애위영: 사랑도 경영이 되나요》(以愛为营)는 2023년 방송되었던 중국의 드라마이다.

## 등장 인물
- 왕허디 - 시연 역
- 바이루 - 정슈이 역
- 웨이저밍 - 위여우 역
- 심우결 (沈羽洁) - 친스웨 역
- 류동심 (刘冬沁) - 관지 역
- 강패요 (姜珮瑶) - 비뤄산 역
- 녜위안 - 관상청 역
- 증려 (曾黎) - 탕이 역
- 동선 (董璇) - 송러란 역
- 양명나 (杨明娜) - 왕메이루 역
- 커우전하이 - 스원광 역
- 공령순 (孔连顺) - 판레이 역
- 안웨시 - 쉬위링 역
- 주가우 (周柯宇) - 이양 역
- 려승각 (吕承珏) - 웨싱저우 역
- 도지영 (屠芷莹) - 피오나 역
- 노조화 (鲁照华) - 아다 역
- 정서환 (郑舒环) - 친러즈 역
- 왕야오칭 - 친샤오밍 역

## 참고사항
- 극중 위여우와 친샤오밍 역을 맡은 웨이저밍과 왕야오칭은 《하일참시행복》이후 3년만에 재회하였다
- 극중 위여우 역을 맡은 웨이저밍은 《하일기묘서》 이후 5개월만에 출연하는 작품이기도 하다
- 바이루와 양천자 작가는 2019년 방송되었던 드라마 《초요》 이후 5년 만에 재회하였다.
- 커우전하이는 《삼체 : 문명의 경계》이후 10개월만에 출연하는 작품이기도 하다